# Swedish Collegium for Advanced Study

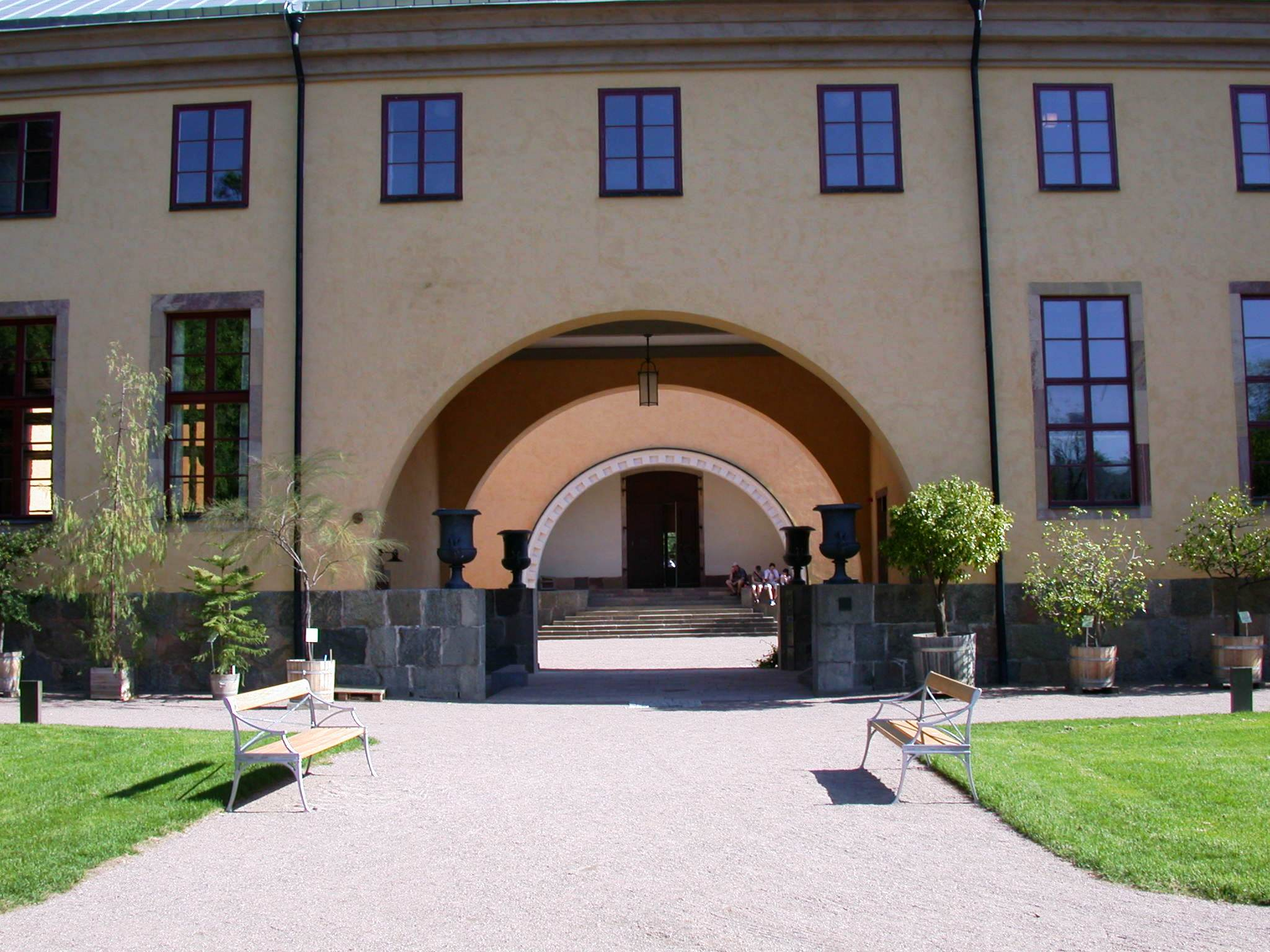
SCAS i Uppsala.

Swedish Collegium for Advanced Study (SCAS) är ett nationellt forskningsinstitut "institute for advanced study" beläget i Uppsala. Det är en av tio medlemmar i nätverket SIAS, Some Institutes for Advanced Study, vilket är ett samarbete mellan världens främsta liknande forskningsinstitut. SCAS är också medlem i det europeiska nätverket NetIAS.
Kollegiet grundades 1985. SCAS erbjuder terminslånga och ettåriga vistelser för gästforskare på postdoktoral nivå men också för mer seniora forskare. Sedan januari 2007 ligger SCAS i Linneanum i Botaniska trädgården i Uppsala. Det låg tidigare i en villa i stadsdelen Kåbo i Uppsala.